# Peggy Schierenbeck

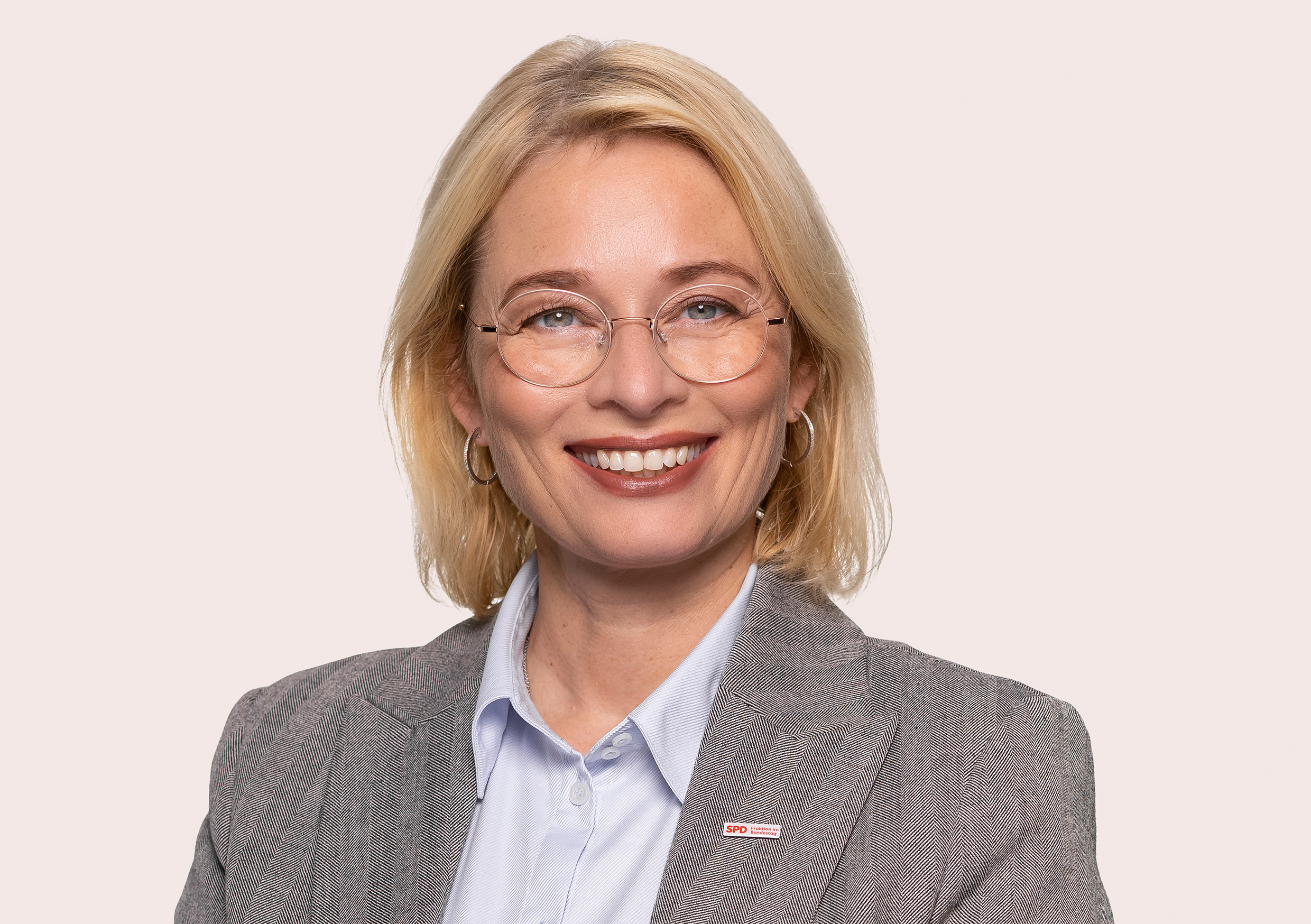
Peggy Schierenbeck, 2021

Peggy Schierenbeck (* 9. Oktober 1970 in Neuwied) ist eine deutsche Politikerin (SPD) und war von 2021 bis 2025 Mitglied des Deutschen Bundestages.

## Leben und Beruf
Schierenbeck ist Tochter einer Schaustellerfamilie. Dadurch reiste sie durch ganz Deutschland und besuchte 113 verschiedene Schulen.
1985 erhielt sie ihren Hauptschulabschluss und stieg danach ins elterliche Unternehmen ein. 1994 machte sie sich mit dem Erwerb einer Achterbahn im Schaustellergewerbe selbstständig und besuchte damit ganz Europa. Seit 2001 ist sie Mitglied im Unternehmerinnen-Netzwerk FairNet. 2009 erweiterte sie ihren Betrieb durch eine Riesenrutsche und 2016 durch ein Weihnachtsmarktgeschäft und Kinderkarussell. 2018 verkaufte sie die Achterbahn und 2019 die Rutsche.
2012 schloss sie ihre Weiterbildung zum ILS Personal-Coach und zur Psychologischen Beraterin ab. 2013 schloss sie eine Weiterleitung der ILS zum Business-Coach ab. Im Jahr danach schloss sie ihre Weiterbildung bei der Ich-rede-Akademie von Isabel García zur Kommunikationstrainerin ab. 2015 begann sie ihre Selbstständigkeit als Coach für Führung und Kommunikation und war Mentee im Programm FrauenMachtPolitik. 2018 wurde sie beim Institut für Persönlichkeit Köln zum Reiss Motivation Master zertifiziert. 2020 entwickelte sie das Programm Echt Führen für Führungskräfte und gründete die Genossenschaft Zukunftsfähighoch3 eG beim Institut für Personalentwicklung im Landkreis Diepholz mit zwei weiteren Unternehmerinnen. Zudem entwickelte sie das Ladies Mentoring-Programm Herzsiegerin.de zusammen mit Kirsten Schmiegelt. 2021 wurde sie Aufsichtsratsvorsitzende der Zukunftsfähighoch3 eG.

## Politische Tätigkeiten
Peggy Schierenbeck ist seit 2012 Mitglied der SPD. 2016 wurde sie in den Gemeinderat Weyhe gewählt und Beisitzerin im Ortsvorstand. Seit 2021 ist sie Mitglied im Kreistag des Landkreises Diepholz.
Bei der Bundestagswahl 2021 erreichte sie im Bundestagswahlkreis Diepholz – Nienburg I mit 31,9 % der Erststimmen den zweiten Platz hinter dem CDU-Kandidaten Axel Knoerig (33,8 % der Erststimmen) und verpasste damit das Direktmandat. Sie zog jedoch über Platz 20 der Landesliste der SPD Niedersachsen in den 20. Deutschen Bundestag ein. Schierenbeck war dort Mitglied im Ausschuss für Ernährung und Landwirtschaft und im Ausschuss für Inneres und Heimat. Bei der Bundestagswahl 2025 verpasste sie den Wiedereinzug und schied damit mit dem Ende der Legislaturperiode aus dem Parlament aus.

## Privates
Schierenbeck ist evangelisch-lutherischer Konfession, seit 1994 verheiratet und Mutter zweier Söhne (* 1996; * 1998) und einer Tochter (* 2000).